# 大萼蓝钟花
大萼蓝钟花（学名：Cyananthus macrocalyx）为桔梗科蓝钟花属下的一个种。分布在中国大陆的西藏、青海、云南、四川、甘肃等地，生长于海拔2,500米至4,600米的地区，常生长在草甸、山地林间或草坡中。

## 异名
- Cyananthus macrocalyx Franch. var. flavo-purpureus Marq.
- Cyananthus macrocalyx Franch. var. pilosus Marq.

## 扩展阅读
- 維基物種上的相關：大萼蓝钟花